# Martha Bühler
Martha Bühler-Tschikof (* 6. Februar 1951 in Triesenberg) ist eine ehemalige liechtensteinische Skirennfahrerin und Hotelbesitzerin. Sie war die erste weibliche Sportlerin, die für das Land bei Olympischen Spielen startete.

## Leben
Martha Bühler wurde im Februar 1951 als zweites Kind von Egon Bühler und dessen Frau in Triesenberg geboren. Dort wuchs sie mit ihrer älteren Schwester auf, besuchte die örtliche Volksschule und half bei der Bewirtschaftung des Landwirtschaftsbetriebs ihrer Familie mit. Nach der Volksschule besuchte sie für drei Jahre die Realschule in Vaduz. Im Anschluss wurde sie in Vaduz als Büroangestellte tätig.
Während ihrer sportlichen Karriere war Bühler im Skiclub Triesenberg aktiv. 1963 gewann sie die Frauenwertung der erstmals von der Liechtensteinischen Skiverbandes (LSV) durchgeführten Jugendskimeisterschaften. Bei den Olympischen Winterspielen 1968 in Grenoble, wo sie an drei Wettbewerben des Alpinen Skisports teilnahm, war sie die erste Frau, die Liechtenstein bei Olympischen Winterspielen vertrat. 1970 nahm sie an den 21. Alpinen Skiweltmeisterschaften in Gröden, Italien teil und erreicht bei der Abfahrt mit einer Zeit von 2:06,20 Minuten Platz 25. Im selben Jahr wurde sie zur Sportlerin des Jahres gewählt. An den nächsten Olympischen Winterspielen 1972 in Sapporo nahm sie ebenfalls an drei Wettbewerben des Alpinen Skisports teil. Nach Beendigung ihrer sportlichen Karriere wurde sie in der Hotellerie tätig. Bis 1995 betrieb sie das Hotel Martha Bühler in Triesenberg, das an der Stelle steht, an der früher ihr Elternhaus stand.
Am 5. November 2010 wurde Bühler, neben Louis Oehri und posthum Rudolf Schädler, von Hugo Quaderer das Goldene Lorbeerblatt der Regierung für besondere Verdienste um den Sport in Liechtenstein verliehen.
Bühler ist Mutter dreier Kinder. Ihr Sohn Daniel Tschikof ist Vizepräsident des Liechtensteinischen Skiverbandes.

## Trivia
Am 21. September 2013 gewann Martha Bühler bei der Küchenschlacht im ZDF.

## Platzierungen
- Olympische Winterspiele 1968
Abfahrt, Frauen: 1:53,33 min – 38. Platz
Riesenslalom, Frauen: 2:00,91 min – 33. Platz
Slalom, Frauen: 1:49,44 min – 28. Platz
- 21. Alpine Skiweltmeisterschaften 1970
Abfahrt, Frauen: 2:06,20 min – 25. Platz
- Olympische Winterspiele 1972
Abfahrt, Frauen: 1:40,06 min – 10. Platz
Riesenslalom, Frauen: 1:33,15 min – 10. Platz
Slalom, Frauen: 1:41,69 min – 18. Platz